# Cesare Benedetti (calciatore 1920-2002)
(Giorgio de Chirico)
Cesare Benedetti, detto Bené (Treviso, 24 ottobre 1920 – Treviso, 9 luglio 2002), è stato un calciatore e pittore italiano, amico e allievo di Giorgio de Chirico, di Pietro Annigoni e di altri artisti.

## Carriera

### Calciatore

#### Club
Viene spesso confuso con il suo omonimo Cesare Benedetti (I) con il quale condivide sia l'anno di nascita che la militanza nella Roma in anni ravvicinati. Viene pertanto distinto come Cesare Benedetti (II).
Nel 1932 iniziò la sua carriera di calciatore nelle giovanili della squadra della sua città natale, il Treviso, esordendo a 16 anni in prima squadra nella partita Treviso-Udinese (2-0) del 26 settembre 1937.
Durante il servizio militare obbligatorio, il Presidente Renato Dall'Ara lo fece trasferire al 35º Reggimento con l'intento di formare la mediana del Bologna con Vittorio Malagoli ed Aurelio Marchese. Poco tempo dopo, però, il Reggimento al quale Benedetti apparteneva venne trasferito in Calabria,  impedendogli di giocare con quella squadra.
A pochi giorni dall'invio sul fronte africano, Benedetti fu poi trasferito all'81º Reggimento grazie all'interessamento del Presidente Edgardo Bazzini della Roma, nella quale militò nella stagione 1942-1943 senza però essere mai schierato in partite ufficiali in prima squadra.
Dopo la sospensione del campionato italiano di calcio a causa delle vicende belliche, tornò a giocare a Roma l'anomalo campionato 1945-1946 (6 presenze complessive), e al termine venne acquistato dalla Salernitana con cui ottenne la storica promozione in serie A nel 1946-1947 e disputò in massima serie da titolare (25 presenze all'attivo) l'annata seguente.
Nel dicembre 1948 tornò, quindi, a Treviso dove chiuse la carriera disputando il campionato di 1948-1949.
Ha complessivamente totalizzato 25 presenze nella Serie A a girone unico, e 31 presenze in Serie B.

### Pittore

Giorgio de Chirico assieme a Bené

La carriera pittorica di Bené ebbe inizio nel 1949, dopo aver appeso le scarpe da calcio al chiodo.
Nel suo lungo percorso artistico, ha conosciuto tanti artisti suoi contemporanei che gli hanno dimostrato stima e ammirazione per la sua professionalità e serietà.
È stato uno dei pochi artisti ammessi alla corte dei Grimaldi, Principi di Monaco, suoi illustri mecenati, dove ha eseguito vari ritratti, tra i quali quello della Principessa Grace, del Principe Ranieri III, della Principessa Carolina e di molti altri dignitari.
Sue tele si trovano in varie parti del mondo, Stati Uniti, Canada, Francia, Svizzera presso collezioni private, compreso il ritratto di Caroline Kennedy all'età di 4 anni.
Nell'ambito ecclesiastico, ha eseguito il ritratto di Giovanni XXIII, Papa Pacelli (Pio XII), Papa Montini (Paolo VI) e per ultimo nel 1979 in Vaticano, Karol Wojtyla (Giovanni Paolo II), guadagnandosi il soprannome di pittore dei Papi.
Il ritratto di Giovanni Paolo II, in particolare, è una meravigliosa opera alta due metri già esposta, tra l'altro, nella sala del Capitolo del Duomo di Treviso e presso la Chiesa di S. Agnese di Treviso.
Ma la sua arte non si fermava ai ritratti, infatti, a Bené piaceva rappresentare anche la natura ed in particolare i cavalli, di cui ha eseguito numerosi quadri ad olio e a carboncino. Amava talmente tanto questi animali da reinterpretare la famosa opera di Gericault, Derby di Epsom, raffigurando i cavalli in corsa ma senza i fantini e le selle che considerava come catene alla loro naturale libertà.
Bené è stato il primo artista ad allestire, nel 1989, una mostra pittorica presso la restaurata Ca' dei Carraresi a Treviso.
Nel 2007 alcune delle opere più importanti sono state esposte presso la casa natia del pittore, eccezionalmente aperta al pubblico.
Nel 2009 una delle sue opere, facente parte di una trilogia e raffigurante una Baccante, è stata scelta per accogliere le autorità alla Riunione Internazionale dei Ministri dell'Agricoltura G8.

## Palmarès

### Club

#### Competizioni nazionali
- Campionato italiano di Serie B: 1

Salernitana: 1946-1947